# Роккетта-Нервіна
Роккетта-Нервіна (італ. Rocchetta Nervina) — муніципалітет в Італії, у регіоні Лігурія,  провінція Імперія.
Роккетта-Нервіна розташована на відстані близько 460 км на північний захід від Рима, 125 км на південний захід від Генуї, 35 км на захід від Імперії.
Населення — 279 осіб (2014).
Щорічний фестиваль відбувається 26 грудня. Покровитель — святий Степан.

## Демографія
Населення за роками:

Станом на 1 січня 2023 року в муніципалітеті офіційно проживали 63 іноземці з 16 країн, серед них 21 громадянин країн Євросоюзу.

## Сусідні муніципалітети
- Априкале
- Брей-сюр-Руая (Франція)
- Дольчеаккуа
- Ізолабона
- Пінья
- Саорж (Франція)